# Wysokie Mazowieckie (Landgemeinde)
Die gmina wiejska Wysokie Mazowieckie [vɨˈsɔkʲɛ mazɔˈvjɛt͡skʲɛ] ist eine selbständige Landgemeinde in Polen im Powiat Wysokie Mazowieckie in der Woiwodschaft Podlachien. Ihr Sitz befindet sich in der Stadt Wysokie Mazowieckie.

## Geographie

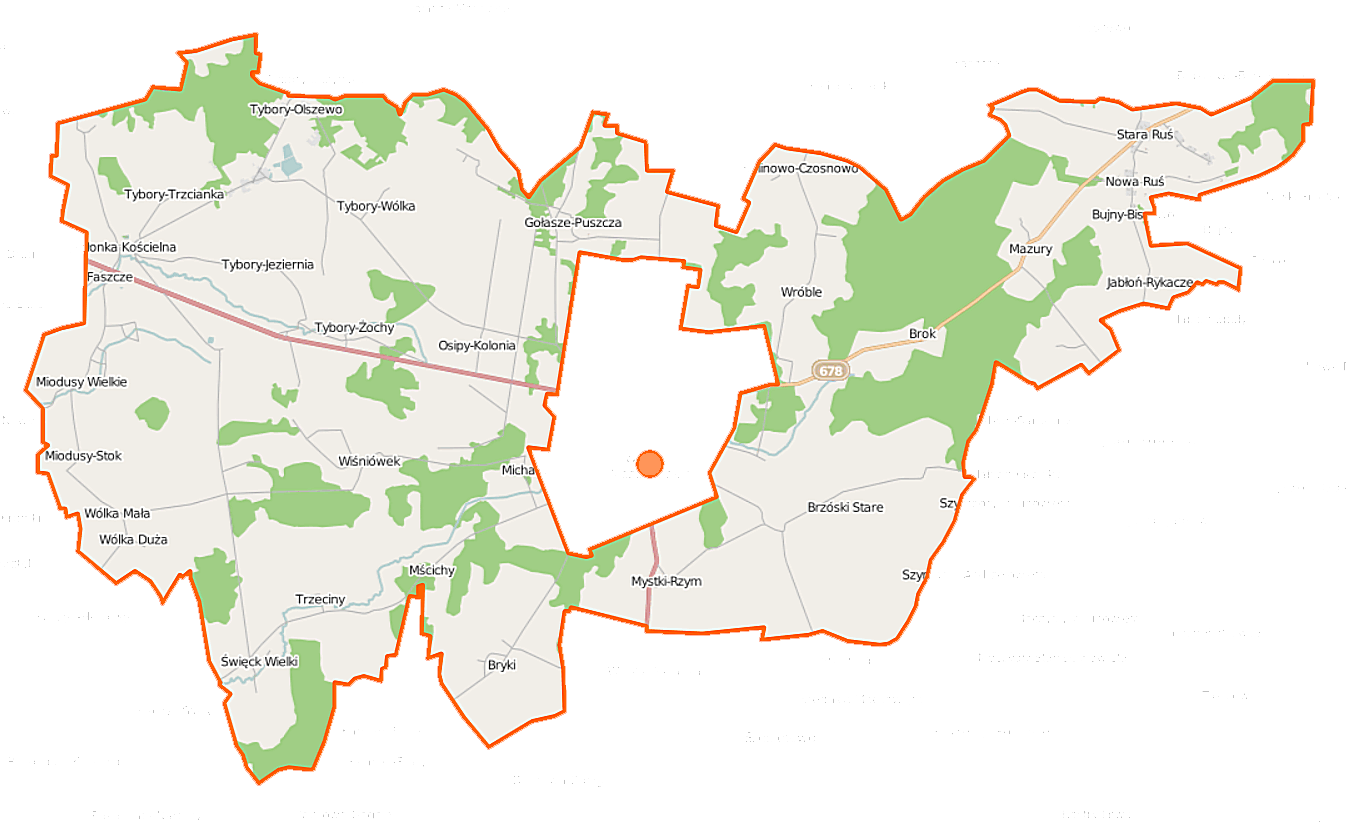
Karte der Landgemeinde

Die Landgemeinde umfasst die Stadt Wysokie Mazowieckie vollständig.

## Gemeindegliederung
Die Landgemeinde, zu der die Stadt Wysokie Mazowieckie selbst nicht gehört, hat eine Fläche von 166,48 km², auf der (Stand: 31. Dezember 2020) 5465 Menschen leben.
Sie besteht aus 54 Schulzenämtern und 54 Ortschaften:
Brok
Bryki
Brzóski Brzezińskie
Brzóski-Falki
Brzóski-Gromki
Brzóski-Markowizna
Brzóski Stare
Brzóski-Tatary
Buczyno-Mikosy
Bujny-Biszewo
Dąbrowa-Dzięciel
Faszcze
Gołasze-Górki
Gołasze-Puszcza
Jabłonka Kościelna
Jabłonka-Świerczewo
Jabłoń-Rykacze
Jabłoń-Uszyńskie
Kalinowo-Czosnowo
Mazury
Michałki
Miodusy-Litwa
Miodusy-Stasiowięta
Miodusy-Stok
Miodusy Wielkie
Mścichy
Mystki-Rzym
Nowa Ruś
Nowe Osipy
Osipy-Kolonia
Osipy-Lepertowizna
Osipy-Wydziory Drugie
Osipy-Wydziory Pierwsze
Osipy-Zakrzewizna
Rębiszewo-Studzianki
Sokoły-Jaźwiny
Stara Ruś
Stare Osipy
Święck-Nowiny
Święck Wielki
Trzeciny
Tybory-Jeziernia
Tybory-Kamianka
Tybory-Misztale
Tybory-Olszewo
Tybory-Trzcianka
Tybory-Wólka
Tybory-Żochy
Wiśniówek
Wiśniówek-Kolonia
Wólka Duża
Wólka Mała
Wróble
Zawrocie-Nowiny